# Jonny Hector
Jonny Hector (ur. 13 lutego 1964 w Malmö) – szwedzki szachista, arcymistrz od 1991 roku.

## Kariera szachowa
Od połowy lat 80. należy do czołówki szwedzkich szachistów. Pomiędzy 1988 a 2002 rokiem czterokrotnie reprezentował swój kraj na szachowych olimpiadach, natomiast w latach 1989–2005 również czterokrotnie w drużynowych mistrzostwach Europy, na których w roku 1989 w Hajfie zdobył złoty medal za indywidualny wynik na IV szachownicy. Wielokrotnie startował w finałach indywidualnych mistrzostw Szwecji, w roku 2002 zdobył tytuł mistrza kraju, natomiast w 2006 – medal brązowy.
Odniósł szereg międzynarodowych sukcesów, zwyciężając bądź dzieląc I miejsca m.in. w Cappelle-la-Grande (1987, wspólnie z Anthony Kostenem i Anatolijem Wajserem), Valby (1991, wspólnie z Siergiejem Smaginem, Bentem Larsenem i Lotharem Vogtem), turniejach Rilton Cup w Sztokholmie (1992/93, z Andriejem Charłowem i 1993/94, z Larsem Bo Hansenem i Tigerem Hillarpem Perssonem), Hellir Open w Reykjavíku (1997), Eikrem Memorial w Gausdal (1998), Politiken Cup w Kopenhadze (1998) oraz w Roskilde (1998), Oksfordzie (1998), Hamburgu (2000, 2001) i Skelleftei (2001). W kolejnych latach triumfował w Hamburgu (2002), Kopenhadze (2004 i 2006, wraz z Wadimem Małachatko i Nigelem Shortem), Helsingørze (2008, turniej Politiken Cup, dz. I m. z Władimirem Małachowem, Jurijem Kuzubowem, Peterem Heine Nielsem, Borysem Sawczenko i Siergiejem Tiwiakowem), Brønshøj (2010) oraz Kopenhadze (2012, Politiken Cup, dz. I m. wspólnie z Iwanem Czeparinowem i Ivanem Sokolovem).
Na początku lat 90. ożenił się z Dunką i zamieszkał w tym kraju, gdzie jest bardzo popularnym szachistą, głównie dzięki swojemu agresywnemu i kombinacyjnemu stylowi gry. W swoich partiach stosuje bardzo rzadko spotykane na arcymistrzowskim poziomie otwarcia, jak na przykład gambit Göringa. Dzięki temu charakterystycznemu stylowi oraz zbieżności nazwisk, porównywany jest do bohatera greckiej mitologii, Hektora. Rok 2002 został przez szwedzki magazyn "Tidskrift för Schack" nazwany Rokiem Hectora (ang. Hector’s Year) z powodu osiągniętych wówczas sukcesów, m.in. zdobycia mistrzostwa Szwecji oraz zwycięstw w niemieckiej Bundeslidze (w barwach klubu z Lubeki) i w otwartym turnieju w Hamburgu (z wynikiem rankingowym ponad 2800 punktów).
Najwyższy ranking w dotychczasowej karierze osiągnął 1 maja 2010 r., z wynikiem 2609 punktów zajmował wówczas 2. miejsce (za Emanuelem Bergiem) wśród szwedzkich szachistów.
Poza tytułem arcymistrza w grze klasycznej posiada również ten sam tytuł przyznany mu przez Międzynarodową Federację Szachów Korespondencyjnych ICCF. Na liście rankingowej ICCF w dniu 1 lipca 2007 posiadał 2616 punktów i zajmował 62. miejsce na świecie.